# Tizimín
Tizimín är en kommunhuvudort i Mexiko.   Den ligger i kommunen Tizimín och delstaten Yucatán, i den östra delen av landet, 1 200 km öster om huvudstaden Mexico City. Tizimín ligger 21 meter över havet och antalet invånare är 41 993.
Terrängen runt Tizimín är mycket platt. Runt Tizimín är det glesbefolkat, med 15 invånare per kvadratkilometer. Tizimín är det största samhället i trakten. Trakten runt Tizimín består till största delen av jordbruksmark.